# 19. etape af Tour de France 2025
19. etape af Tour de France 2025 var en 93,1 km lang bjergetape med en samlet stigning på 3.431 m. Den blev kørt 25. juli 2025 med start i Albertville og mål på toppen af La Plagne. 
Det var sidste bjergetape og dagen hvor de sidste store forskelle i det samlede klassement kunne gøres. Tre kategoriserede stigninger skulle passeres, Col du Pré (12,7 km, 7,9%), Cormet de Roselend (6,0 km, 6,5%), og til sidst målbjerget La Plagne (19,5 km, 7,2%).
Til konkurrencen om den prikkede bjergtrøje var der point på to stigninger udenfor kategori, to kategori 1 og én kategori 2 stigninger. Der var én indlagt spurt til kampen om den mørkegrønne pointtrøje.

## Resultater

### Etaperesultat
| \| Etaperesultat \| Etaperesultat \| Etaperesultat \| Etaperesultat \| Etaperesultat \| \| Rytter \| Rytter \| Hold \| Tid \| \| \| ------------- \| -------------------------- \| -------------------------- \| ------------- \| ------------- \| \| 1. \| Thymen Arensman \| Ineos Grenadiers \| 2t 46' 06" \| \| \| 2. \| Jonas Vingegaard \| Team Visma \\| Lease a Bike \| + 2" \| \| \| 3. \| Tadej Pogačar \| UAE Team Emirates XRG \| + 2" \| \| \| 4. \| Florian Lipowitz \| Red Bull-Bora-Hansgrohe \| + 6" \| \| \| 5. \| Oscar Onley \| Team Picnic-PostNL \| + 47" \| \| \| 6. \| Felix Gall \| Decathlon-AG2R La Mondiale \| + 1' 34" \| \| \| 7. \| Tobias Halland Johannessen \| Uno-X Mobility \| + 1' 41" \| \| \| 8. \| Ben Healy \| EF Education-EasyPost \| + 2' 19" \| \| \| 9. \| Valentin Paret-Peintre \| Soudal Quick-Step \| + 2' 19" \| \| \| 10. \| Simon Yates \| Team Visma \\| Lease a Bike \| + 2' 19" \| \| |                            |                            |            |
| |                            |                            |            |
| Kilder: ProCyclingStats Cycling Quotient |                            |                            |            |
| Etaperesultat |                            |                            |            |
| Rytter | Rytter                     | Hold                       | Tid        |
| 1. | Thymen Arensman            | Ineos Grenadiers           | 2t 46' 06" |
| 2. | Jonas Vingegaard           | Team Visma \| Lease a Bike | + 2"       |
| 3. | Tadej Pogačar              | UAE Team Emirates XRG      | + 2"       |
| 4. | Florian Lipowitz           | Red Bull-Bora-Hansgrohe    | + 6"       |
| 5. | Oscar Onley                | Team Picnic-PostNL         | + 47"      |
| 6. | Felix Gall                 | Decathlon-AG2R La Mondiale | + 1' 34"   |
| 7. | Tobias Halland Johannessen | Uno-X Mobility             | + 1' 41"   |
| 8. | Ben Healy                  | EF Education-EasyPost      | + 2' 19"   |
| 9. | Valentin Paret-Peintre     | Soudal Quick-Step          | + 2' 19"   |
| 10. | Simon Yates                | Team Visma \| Lease a Bike | + 2' 19"   |

### Klassement efter etapen
| \| Samlede stilling \| Samlede stilling \| Samlede stilling \| Samlede stilling \| Samlede stilling \| \| Rytter \| Rytter \| Hold \| Tid \| \| \| ---------------- \| -------------------------- \| -------------------------- \| ---------------- \| ---------------- \| \| 1. \| Tadej Pogačar \| UAE Team Emirates XRG \| 69t 41' 46" \| \| \| 2. \| Jonas Vingegaard \| Team Visma \\| Lease a Bike \| + 4' 24" \| \| \| 3. \| Florian Lipowitz \| Red Bull-Bora-Hansgrohe \| + 11' 09" \| \| \| 4. \| Oscar Onley \| Team Picnic-PostNL \| + 12' 12" \| \| \| 5. \| Felix Gall \| Decathlon-AG2R La Mondiale \| + 17' 19" \| \| \| 6. \| Tobias Halland Johannessen \| Uno-X Mobility \| + 20' 14" \| \| \| 7. \| Kévin Vauquelin \| Arkéa-B&B Hotels \| + 22' 35" \| \| \| 8. \| Primož Roglič \| Red Bull-Bora-Hansgrohe \| + 25' 30" \| \| \| 9. \| Ben Healy \| EF Education-EasyPost \| + 28' 02" \| \| \| 10. \| Ben O'Connor \| Team Jayco AlUla \| + 34' 34" \| \| |                            |                            |             |
| |                            |                            |             |
| Kilder: ProCyclingStats Cycling Quotient |                            |                            |             |
| Samlede stilling |                            |                            |             |
| Rytter | Rytter                     | Hold                       | Tid         |
| 1. | Tadej Pogačar              | UAE Team Emirates XRG      | 69t 41' 46" |
| 2. | Jonas Vingegaard           | Team Visma \| Lease a Bike | + 4' 24"    |
| 3. | Florian Lipowitz           | Red Bull-Bora-Hansgrohe    | + 11' 09"   |
| 4. | Oscar Onley                | Team Picnic-PostNL         | + 12' 12"   |
| 5. | Felix Gall                 | Decathlon-AG2R La Mondiale | + 17' 19"   |
| 6. | Tobias Halland Johannessen | Uno-X Mobility             | + 20' 14"   |
| 7. | Kévin Vauquelin            | Arkéa-B&B Hotels           | + 22' 35"   |
| 8. | Primož Roglič              | Red Bull-Bora-Hansgrohe    | + 25' 30"   |
| 9. | Ben Healy                  | EF Education-EasyPost      | + 28' 02"   |
| 10. | Ben O'Connor               | Team Jayco AlUla           | + 34' 34"   |

#### Pointkonkurrencen
| Pointkonkurrence | Pointkonkurrence | Pointkonkurrence           | Pointkonkurrence | Pointkonkurrence |
| Rytter           | Rytter           | Hold                       | Point            |                  |
| ---------------- | ---------------- | -------------------------- | ---------------- | ---------------- |
| 1.               | Jonathan Milan   | Lidl-Trek                  | 352 point        |                  |
| 2.               | Tadej Pogačar    | UAE Team Emirates XRG      | 272 point        |                  |
| 3.               | Biniam Girmay    | Intermarché-Wanty          | 213 point        |                  |
| 4.               | Jonas Vingegaard | Team Visma \| Lease a Bike | 182 point        |                  |
| 5.               | Anthony Turgis   | Team TotalEnergies         | 169 point        |                  |
| 6.               | Tim Merlier      | Soudal Quick-Step          | 156 point        |                  |
| 7.               | Jonas Abrahamsen | Uno-X Mobility             | 154 point        |                  |
| 8.               | Quinn Simmons    | Lidl-Trek                  | 123 point        |                  |
| 9.               | Oscar Onley      | Team Picnic-PostNL         | 115 point        |                  |
| 10.              | Arnaud De Lie    | Lotto                      | 110 point        |                  |

#### Bjergkonkurrencen
| Bjergkonkurrence | Bjergkonkurrence       | Bjergkonkurrence           | Bjergkonkurrence | Bjergkonkurrence |
| Rytter           | Rytter                 | Hold                       | Point            |                  |
| ---------------- | ---------------------- | -------------------------- | ---------------- | ---------------- |
| 1.               | Tadej Pogačar          | UAE Team Emirates XRG      | 117 point        |                  |
| 2.               | Jonas Vingegaard       | Team Visma \| Lease a Bike | 104 point        |                  |
| 3.               | Lenny Martinez         | Bahrain Victorious         | 97 point         |                  |
| 4.               | Thymen Arensman        | Ineos Grenadiers           | 85 point         |                  |
| 5.               | Valentin Paret-Peintre | Soudal Quick-Step          | 51 point         |                  |
| 6.               | Ben O'Connor           | Team Jayco AlUla           | 51 point         |                  |
| 7.               | Felix Gall             | Decathlon-AG2R La Mondiale | 46 point         |                  |
| 8.               | Primož Roglič          | Red Bull-Bora-Hansgrohe    | 43 point         |                  |
| 9.               | Oscar Onley            | Team Picnic-PostNL         | 42 point         |                  |
| 10.              | Michael Woods          | Israel-Premier Tech        | 38 point         |                  |

#### Ungdomskonkurrencen
| Ungdomskonkurrence | Ungdomskonkurrence | Ungdomskonkurrence | Ungdomskonkurrence | Ungdomskonkurrence |
| Rytter             | Rytter             | Hold               | Tid                |                    |
| ------------------ | ------------------ | ------------------ | ------------------ | ------------------ |

#### Holdkonkurrencen
| Holdkonkurrence | Holdkonkurrence | Holdkonkurrence | Holdkonkurrence |
| Hold            | Hold            | Tid             |                 |
| --------------- | --------------- | --------------- | --------------- |